# La Trace des pierres
Pour plus de détails, voir Fiche technique et Distribution.
La Trace des pierres (Spur der Steine) est un film est-allemand réalisé par Frank Beyer, sorti en 1966. En raison du ton anarchiste de son propos, il a été retiré des salles après que des agitateurs commandés par le parti en ont perturbé l’exploitation et il n'est ressorti qu'après la chute du Mur.

## Fiche technique
- Titre français : La Trace des pierres[1],[3]
- Titre original : Spur der Steine
- Réalisateur : Frank Beyer
- Scénario : Karl Georg Egel (de), Frank Beyer
- Photographie : Günter Marczinkowsky (de)
- Montage : Hildegard Conrad
- Musique : Wolfram Heicking, Hans Kunze
- Sociétés de production : Deutsche Film AG
- Pays de production :  Allemagne de l'Est
- Langue de tournage : allemand
- Format : Noir et blanc - 2,35:1 - Son mono - 35 mm
- Durée : 134 minutes (2h14)
- Genre : Film dramatique
- Dates de sortie :
  - Allemagne de l'Est : 15 juin 1966
  - Allemagne de l'Ouest : 10 mai 1990

## Distribution
- Manfred Krug : Hannes Balla
- Krystyna Stypułkowska (pl) : Kati Klee
- Eberhard Esche (de) : Werner Horrath
- Johannes Wieke (de) : Hermann Jansen
- Walter Richter-Reinick (de) : Richard Trutmann
- Hans-Peter Minetti : Heinz Bleibtreu
- Walter Jupé (de) : Kurt Hesselbart
- Ingeborg Schumacher (de) : Marianne Horrath
- Gertrud Brendler (de) : Frau Schicketanz
- Helga Göring : Elli
- Erich Mirek (de) : Oswald Ziemer